# Notafilija
Notafilija je ljubiteljsko zbiranje papirnega denarja, npr. bankovcev in vrednostnih papirjev. Beseda je nastala leta 1969 iz starogrških besed nota (bankovec) in philios (imeti rad). Oseba, ki se ukvarja z notafilijo, je notafilist.
Za nastanek nove veje zbirateljstva je odgovoren Albert Pick, kot mednarodno priznan nemški numizmatik in pisatelj prvega kataloga bankovcev ter papirnega denarja.